# Декелея
Деке́лея (греч. Δεκέλεια) — один из важнейших стратегических пунктов древней Аттики, в 26 км к северу-востоку от Афин, господствовавший над проходом в Беотию через горный кряж Парнис к халкидской дороге, по которой ввозилась в Афины большая часть хлеба, поставляемого с острова Эвбея.
По совету Алкивиада спартанцы захватили и укрепили Декелею в последний период Пелопоннесской войны (413—404 до н. э.), что поставило Афины в очень тяжелое положение - согласно Плутарху, «никакой другой удар не мог обессилить родной город Алкивиада столь же непоправимо». Поэтому этот период получил название «Декелейской войны».
Остатки стен древней Декелеи сохранились на холме близ нынешнего селения Татой, служившего летней резиденцией королевской фамилии и называющегося официально также «Декелея».